# 鮑德溫 (阿肯色州)
鮑德溫（英語：Baldwin）是位於美國阿肯色州華盛頓縣的一個非建制地區。該地的面積和人口皆未知。

## 地理
鮑德溫的座標為36°02′54″N 94°05′49″W / 36.04833°N 94.09694°W，而該地的平均海拔高度為371米（即1217英尺）。